# کلیتون سیلوا
کلیتون سیلوا (به پرتغالی: Cleiton Augusto Oliveira Silva) مهاجم اهل برزیل است که در شهر مانائوس و در تاریخ ۳ فوریهٔ ۱۹۸۷ به دنیا آمده‌است.
کلیتون سیلوا در تیم‌های فوتبال Madureira سابقهٔ حضور دارد.